# Epinephelus nigritus
Epinephelus nigritus је зракоперка из реда Perciformes и фамилије Serranidae.

## Угроженост
Ова врста је крајње угрожена и у великој опасности од изумирања.

## Распрострањење
Ареал врсте Epinephelus nigritus обухвата већи број држава. 
Врста има станиште у Мексику, Куби, Хаитију, Сједињеним Америчким Државама, Бразилу, Кајманским острвима, Јамајци, Доминиканској Републици, Светом Винсенту и Гренадинију, Светој Луцији, Бахамским острвима, Барбадосу, Доминици и Суринаму.

## Станиште
Станиште врсте су морски екосистеми. 
Врста је присутна на подручју Карипског мора.